# Tell Barri
Tell Barri (àrab: تل بري, Tall Barrī) és un jaciment arqueològic de Síria que correspon a l'antiga Kahat. Està situada al riu Daghdjagh, afluent del Khabur.

## Història
Els nivells més antics corresponen al període de la cultura d'Halaf; les pluges de l'hivern afavorien els cultius junt amb l'aigua del riu. Va estar habitat des d'almenys l'inici del IV mil·lenni. A la meitat del tercer mil·lenni, vers el 2400 aC, va passar a Accàdia, junt amb Tell Brak, a pocs quilòmetres al sud.
Al segle xviii aC s'esmenta la ciutat de Kahat a les tauletes cuneïformes del palau de Mari i es creu que estava governada per reis vassalls d'aquest estat. Al segle següent va caure en mans del regne amorita de Shubat-Enlil (Tell Leilan), capital situada al nord-est de Kahat. El rei Shamshiadad I es va refugiar a Kahat a la caiguda del regne.
Vers 1400 aC era un centre religiós del regne de Mitanni (establert feia almenys uns cents anys). El temple de Teshub, déu de les tempestes, és esmentat específicament a un tractat signat per Shattiwaza al segle xiv aC. Vers el segle xiii aC va caure en mans del regne d'Assíria. Al període neoassiri es va construir un palau en el regnat de Tukultininurta II (891-884 aC). La ciutat va sobreviure al final de l'imperi assiri al segle vii aC i babilonis, perses, selèucides, romans i parts hi van deixar senyal. Al període àrab ja estava deshabitat i per un temps es va formar un barri al nord que fou habitat un temps.

## Arqueologia

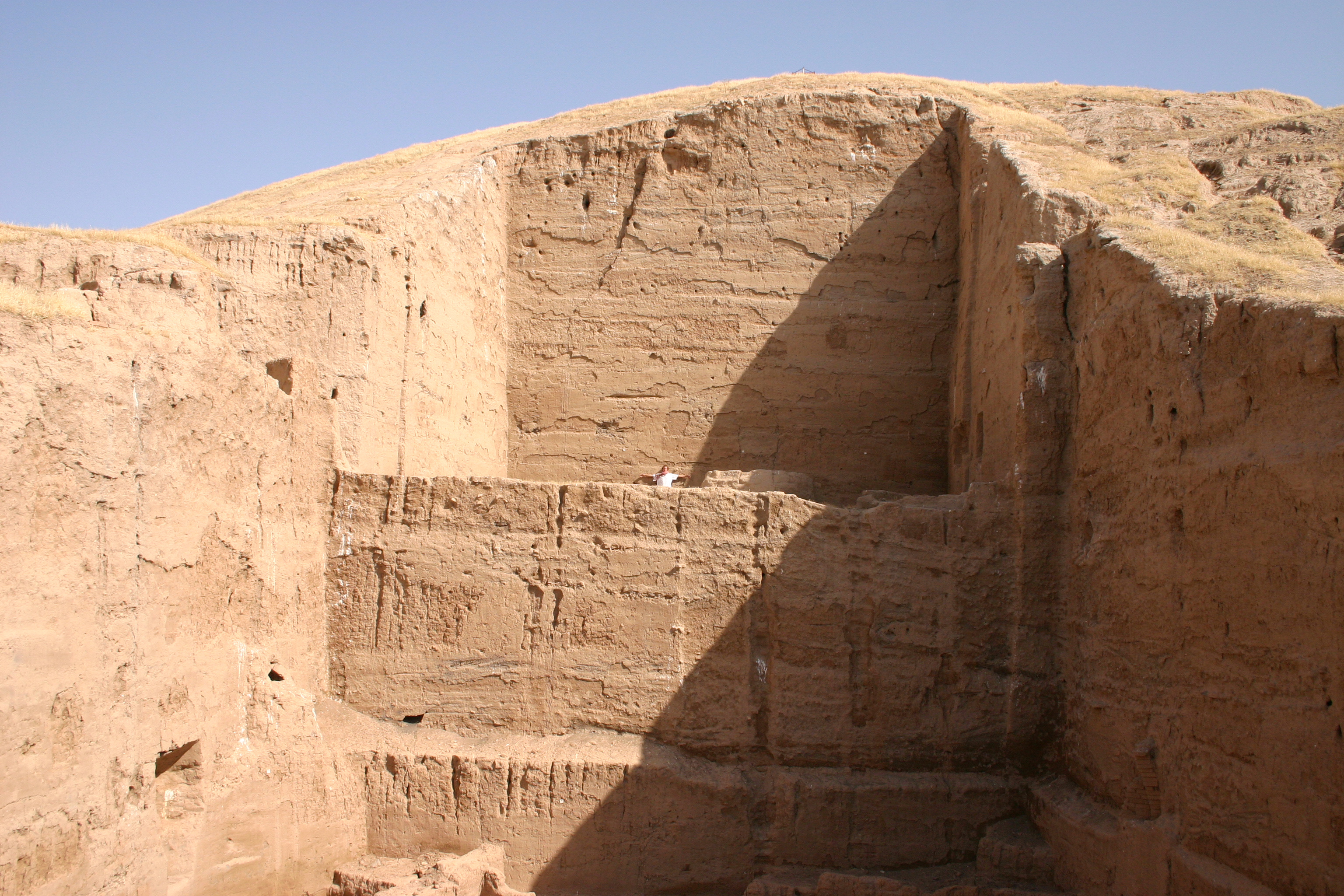
Excavació a Tell Barri; una idea de la mesura la dona la persona al centre de la foto

L'altura del tell o munt és de 32 metres i cobreix una àrea de 37 hectàrees. L'excavació va començar el 1980 per un equip italià de la Universitat de Florència. Des de 2005 va passar a un altre equip de la universitat de Nàpols.
Al segon mil·lenni era una ciutat emmurallada amb una ciutadella al centre; es van trobar diverses tombes i nombroses ceràmiques i algunes tauletes cuneïformes que estan al museu d'Alep. Els edificis principals excavats són el complex sagrat (III mil·lenni), les restes del palau de Tukulti-Ninurta II (del període neoassiri), i la gran muralla, del període part.